# Alec Medlock
Alec Medlock (Los Angeles, 13 de Março de 1990) é um ator estadunidense. Conhecido por trabalhar como Craig Ramirez na série da Nickelodeon Drake & Josh.

## Trabalhos
- 2001 - Dennis (como Dennis)
- 2004 - Drake & Josh (como Craig Ramirez)
- 2008 - Star Wars: The Clone Wars (como Wag Too)
- 2008 - The Suite Life of Zack & Cody (Personagem não encontrado)
- 2011 - iCarly: iStart a Fan War (como Eric)